# Líneas lanzaderas (Avanza Zaragoza)
Las líneas lanzaderas de Avanza Zaragoza son una red de líneas de autobús que dan servicio en horario diurno de lunes a domingo en la ciudad de Zaragoza (España). Son líneas cortas, que sirven de enlace con el tranvía o como refuerzo a otras líneas más largas.

## Líneas
Algunas de las líneas lanzaderas de esta red se pueden identificar por el código «C» que antecede al número de la línea en cuestión. El resto de lanzaderas, creadas posteriormente, se numeraron acorde a la numeración del resto de la red. 
Las líneas lanzaderas son:  54, 55, 56, 57, 58, 59, C1 –que es gratuita– y C4. 
Existieron además, la C2, C3, C5, C6 y C7, que se eliminaron entre el 19 de abril de 2011 y el 8 de abril de 2013 a causa de la inauguración de la primera línea de tranvía. En 2011 se crearon las líneas 54, 55, 56 y 57 (que en 2012 se desdobló en 57 y 58) y en 2013 la 59.